# Hertogdom Bar

Hertogdom Bar verdeeld over huidige departmenten

Het hertogdom Bar in Noordoost-Frankrijk ontstond uit het graafschap Bar en bestond van 1354 tot 1766. Het behoorde tot het Heilige Roomse Rijk. Later, als Franse provincie, werd het ook de Barrois genoemd. Het gebied rond het stadje Bar-le-Duc maakt sinds de Franse Revolutie deel uit van het departement Meuse.

## Rooms-Duits hertogdom of toch Frans?
Op 13 maart 1354 werd het graafschap Luxemburg door keizer Karel IV tot hertogdom verheven. Op dezelfde dag veranderde Karel IV het kleine stuk van het graafschap Bar, dat in het Heilige Roomse Rijk lag (rechteroever van de Maas volgens Verdrag van Brugge) tot het markgraafschap Pont-à-Mousson. Nog in hetzelfde jaar 1354 verhief koning Jan II van Frankrijk het graafschap Bar (linkerdeel), dat veel groter was, tot hertogdom. Robert I van Bar kreeg als eerste de titel "hertog van Bar". De graaf van Bar werd zo in rang gelijk aan een pair van Frankrijk.

## Unie met Lotharingen
Hertog Robert regeerde zijn hertogdom op een bekwame wijze. Zijn zoon Eduard III sneuvelde in 1415 in de Slag bij Azincourt. Het hertogdom viel toen aan zijn broer, kardinaal Lodewijk, bisschop van Verdun (overleden in 1430). Onder druk van de Franse koningin Yolande van Aragón adopteerde de kardinaal zijn achterneef, René I van Anjou als troonopvolger voor Bar. Dit was niet naar de zin van Adolf, graaf van Gulik-Berg, die van keizer Sigismund alvast het (Duitse) markgraafschap kreeg. Adolf werd na een oorlog in Bar verslagen door René I van Anjou. René I werd in 1419 mede-hertog van Bar en in 1431, na het overlijden van zijn schoonvader Karel II, hertog van Lotharingen. Dit leidde tot de vereniging van Bar met het oude hertogdom Lotharingen.
Nadat het hertogdom Bar in beslag genomen was door koning Lodewijk XI van Frankrijk duurde het tot 1476 eer Bar aan hertog René II van Lotharingen (hertog sinds 1473) werd teruggegeven.
Tijdens de Dertigjarige Oorlog bezette Frankrijk het hertogdom Lotharingen & Bar (1634) en werd Bar een Frans leen (1659). Op 5 oktober 1735 kwam het aan Stanislaus Leszczyński, de laatste hertog van Lotharingen. Bij het overlijden van Stanislaus Leszczyński in 1766, werd Bar tezamen met Lotharingen onderdeel van Frankrijk.

## Trivia
Otto van Habsburg schreef zich in, als student aan de KU Leuven, als hertog van Bar (1929). Hij beriep zich op afstamming van hertog Frans Stefan van Lotharingen.